# Merthyr Tydfil
Merthyr Tydfil (walisisch: Merthyr Tudful) ist eine Stadt in Südwales, die Hauptort der gleichnamigen Principal Area ist. Die Stadt ist benannt nach der 480 n. Chr. getöteten Märtyrerin Tydfil, der Tochter des walisischen Stammesführers Brychan Brycheiniog, König von Brycheiniog. Tydfil wurde wegen ihres christlichen Glaubens von heidnischen Angelsachsen getötet und später heiliggesprochen.

## Geschichte
Bis zur Mitte des 18. Jahrhunderts war Merthyr Tydfil ein stilles Dorf in einem anmutigen Tal. So beschrieb es Daniel Defoe, der im Jahre 1723 durchreiste. Seine Bewohner lebten vor allem von der Schafzucht und vom Verkauf der Wolle.
Während der industriellen Revolution erlebte Merthyr Tydfil wegen der nahe gelegenen Eisenerz-, Kohle- und Kalkstein-Vorkommen sowie aufgrund seines Wasserreichtums eine starke Expansion. Die kleine Ortschaft Merthyr wuchs im Zuge des Abbaus der natürlichen Rohstoffvorkommen und der damit verbundenen Ansiedlung von Stahlwerken explosionsartig (von gut 700 Einwohnern auf ca. 80.000 in den 1920er Jahren) und entwickelte sich in der Folge zur Eisen- und Stahlhauptstadt der Welt.
Bedeutende Unternehmen der Zeit waren:
- Dowlais Iron Company, 1759 durch Thomas Lewis Llanishen ursprünglich unter dem Namen Merthir Ofens gegründet. Geschlossen wurde das Werk in den 1930er Jahren. Siehe auch unter: GKN plc.
- Plymouth Ironworks, gegründet 1763 durch John Guest und Isaac Wilkinson, 1765 übernommen durch Anthony Bacon. 1882 wurde das Werk geschlossen.
- Cyfarthfa Ironworks, gegründet 1765 durch Anthony Bacon, 1794 übernommen durch Richard Crawshay. Das Eisenwerk schloss im April 1874 und wurde 1882 als Stahlwerk wiedereröffnet, das bis 1910 bestand. Infolge des Ersten Weltkriegs wurde das Werk noch von 1915 bis 1919 genutzt, ehe es endgültig geschlossen wurde.
- Penydarren Ironworks, gegründet 1784 von Samuel Homfray, finanziell unterstützt durch George Forman aus London. Das Werk wurde 1859 geschlossen.

Am 6. April 1901 eröffnete die Merthyr Electric Traction & Lighting Company, eine Tochtergesellschaft der British Electric Traction Company, eine Straßenbahnverbindung mit 16 Fahrzeugen von Cefn Coed zum Bush Hotel Dowlais und vom Pontmorlais Circus zur Graham Street. Die Straßenbahn wurde 1939 geschlossen.

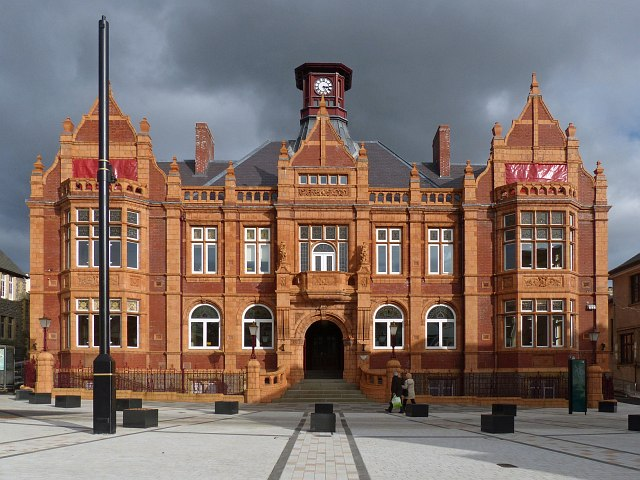
Altes Rathaus Merthyr

Im Februar 1804 fuhr die weltweit erste dampfgetriebene Lokomotive von Richard Trevithick konstruiert im Eisenwerk Penydarren von Merthyr Tydfil.
Die Rezession von 1829 hatte die Stadt in eine Schuldenkrise geführt. Anfang Juni 1831 kam es in Merthyr Tydfil, das in diesem Zeitraum eine Hochburg der Radicals war, zu einem Aufstand, der durch den Versuch eines örtlichen Unternehmers ausgelöst wurde, Teile des Gehaltes in Form von Waren zu zahlen, die die Besitzer der Kohleminen und Eisenwerke bereitstellten. Im Laufe der Ereignisse brachten die rund 10.000 Aufständischen am 1. Juni fast die gesamte Stadt unter ihre Kontrolle, zerstörten das örtliche Schuldgericht, plünderten beschlagnahmtes Besitztum und belagerten das Hotel, in dem sich die Stadtverwaltung verschanzt hatte. Am 3. Juni kam es auf Intervention der Stadtverwaltung zum Eingreifen des Militärs, das bis zum 8. Juni die Stadt unter seine Kontrolle brachte und dabei rund 24 Einwohner erschoss.
1841 wurde die Taff Vale Railway fertiggestellt, eine Eisenbahnverbindung von Dowlais bis nach Cardiff. Für die Bergleute und Hüttenarbeiter wurden immer neue Arbeitersiedlungen gebaut. Die geschah in der zweiten Hälfte des 19. Jahrhunderts und zu Beginn des 20. Jahrhunderts vor allem durch Wohnungsbaugenossenschaften, zu denen sich die Arbeiter zusammenschlossen. Von 1890 bis 1914 bauten diese Genossenschaften 4454 Arbeiterhäuser, mehr als die Hälfte aller damals entstandenen Wohnhäuser.
Der Niedergang der Eisen- und Kohleindustrie setzte im Anschluss an den Ersten Weltkrieg ein und wurde auch nicht durch ein kurzes Aufflammen im Zuge der gesteigerten Nachfrage nach Rüstungsgütern während des Zweiten Weltkriegs aufgehalten.
Im April 1946 eröffnete die Teddington Aircraft Controls Limited (eine Tochtergesellschaft der British Thermostat Co. Limited Group) ein Werk in Cefn Coed, das u. a. Enteisungssysteme für Passagierflugzeuge und Hubschrauber herstellte. Die Tochtergesellschaft wurde 1971 verkauft. Die 1947 gegründete Thorn Electrical Industries Ltd. wurde 1992 insolvent und wurde aufgelöst.

## Wirtschaft
1979 eröffnete die Sekisui Foam Products (heute Sekisui Alveo und Tochtergesellschaft von Sekisui Chemical) ein Werk im Stadtteil Pentrebach.
1996 errichtete der südkoreanische Flurförderzeughersteller Halla Ltd. eine Produktionsstätte in Merthyr Tydfil, die im Jahr 2000 von der Linde Material Handling übernommen wurde. Auf dem 240.000 Quadratmeter großen Grundstück werden Containerstapler, Diesel-Schwerstapler und Querstapler produziert. Die Produktion wurde 2013 eingestellt.

## Sport
- Merthyr Tydfil FC, Fußballverein 1945–2010

## Sehenswürdigkeiten

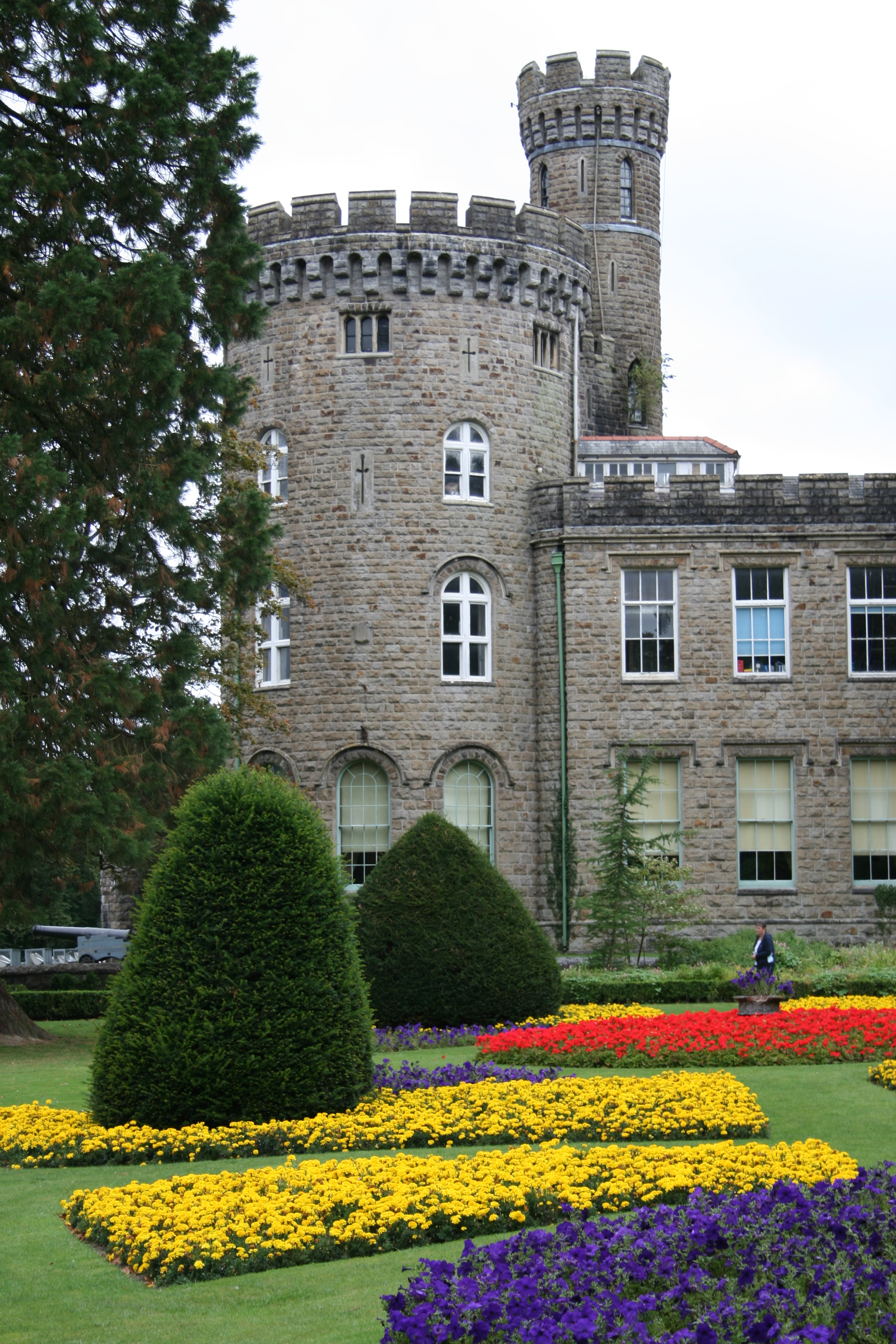
Cyfarthfa Castle in Merthyr Tydfil

- Cyfarthfa Castle in Merthyr Tydfil, Burg der Familie Crawshay, die das Cyfarthfa-Werk gründete, ist heute eine Schule und ein Museum
- Viadukt aus Viktorianischer Zeit in Cefn Coed im Norden der Stadt
- Viadukt bei Pontsarn vor Vaynor
- Viadukt über den Quaker’s Yard
- Schmalspurbahn Brecon Beacons Mountain Railway (3 km lang) von Pant bis zum Pontsticill Lake, dem Wasserspeicher der Stadt
- Guest Memorial Library, gebaut 1863 auf Betreiben von Lady Charlotte Guest, die das bekannte walisische Werk des Mittelalters Mabinogion in die englische Sprache übersetzte. Heute wird die Bibliothek als Freizeitzentrum genutzt.

## Trivia
Die Kanonenkugeln, die 1799 Napoleons Flotte am Nil versenkten und 1805 in Trafalgar zum Einsatz kamen, wurden in Merthyr Tydfil produziert.
„Die Gartenlaube“ schildert in einem 1855 erschienenen Beitrag die Verhältnisse der Stadt in düsteren Farben.

## Persönlichkeiten

### Söhne und Töchter der Stadt
- John Hughes (1815–1889), Unternehmer
- Joseph Parry (1841–1903), Musiker und Komponist
- William Berry, 1. Viscount Camrose (1879–1954), Zeitungsverleger und Segler
- Jack Jones (1884–1970), Schriftsteller
- Bryn Jones (1912–1985), Fußballspieler
- Cliff Francis (1915–1961), Fußballspieler
- Leo Callaghan (1924–1987), Fußballschiedsrichter
- Laura Ashley (1925–1985), Designerin
- Johnny Owen (1956–1980), Bantamgewichtsboxer
- Mark Pembridge (* 1970), Fußballspieler
- Julien Macdonald (* 1971), Modedesigner
- Rhydian Richards (* 1975), Snookerspieler
- Ian Watkins (* 1977), Sänger der Band Lostprophets
- Gavin Williams (* 1980), Fußballspieler
- Chris Type (* 1981), Skeletonfahrer
- Sean Smith (* 1983), Sänger der Band The Blackout

### Mit der Stadt verbunden
- Keir Hardie (1856–1915), schottischer Politiker und erster Abgeordneter der Labour Party im Unterhaus, vertrat dort von 1900 bis 1915 den Wahlkreis Merthyr Tydfil.[5] Das Cyfarthfa Castle Museum dokumentiert in seiner Dauerausstellung die Bedeutung Hardies für die örtliche Arbeiterbewegung.